# 暗黑郵差
《暗黑郵差》，是東京電視台於2023年8月18日至9月29日播出的週五連續劇，由權野元執導，田中圭主演，講述曾任職郵差的男主角意外捲入一宗與傳說中的惡魔有關的連環殺人案。

## 劇情背景
該劇講述在很久以前的日本，有一個專門讓受到成人折磨的小孩子投件的郵筒，收到信件的「夢幻島的惡魔」便會懲治那些傷害小孩子的成人，但惡魔卻在過去某個時間點突然消失。在現代，曾任職郵差的男主角副島力也某天突然收到一張寫有「夢幻島的惡魔」其實仍然存在的紙條，並因此捲入隨後發生的連環殺人案。

## 演員列表
- 田中圭 飾演 副島力也：前郵差，目前在療養院工作[3]。
- 志田未來 飾演 草薙桃：郵差，副島的後輩[3]。
- 高橋瑪莉潤 飾演 祖父江日向：副島的青梅竹馬，目前任職刑警[3]。
- 平山浩行 飾演 加納直樹：私人執業醫生[3]。
- 金澤美穗 飾演 風間翔子：記者，正在調查一宗十年前的疑案[3]。
- 近藤春菜 飾演 原田遙香：副島和草薙在郵局的前輩[3]。
- 濱尾範高 飾演 長谷佑介：刑警，祖父江的後輩[3]。
- 堀丞 飾演 山崎界斗：副島的室友[3]。
- 正名僕藏 飾演 江口道夫：副島所屬郵局的局長[3]。
- 甲本雅裕 飾演 三倉文雄：刑事科科長[3]。
- 杉本哲太 飾演 佐伯敏治：市長[3]。
- 小泉孝太郎 飾演 水野真：副島的前輩、前郵差[4]。

## 製作
2023年6月，東京電視台宣佈該劇定檔於同年8月18日首播，由田中圭飾演男主角副島力也，是田中自2021年參演《螺旋的迷宮-遺傳因子搜查-》首次回歸拍攝該台電視劇。同年7月，該劇釋出片花，並宣佈志田未來、高橋瑪莉潤、平山浩行、金澤美穗、近藤春菜、濱尾範高、堀丞、正名僕蔵、甲本雅裕和杉本哲太將會共同主演。

## 製作團隊
- 編劇：寺田敏雄、鹿目惠子、武井彩
- 配樂：HAL
- 主題歌：Megater Zero「IKI」（For Life Music）[8]
- 導演：權野元、鈴木浩介、本橋圭太、柿原利幸
- 總製作人：濱谷晃一
- 製作人：山鹿達也、黑川浩行（工業映畫）、江川智、池本翔（工業映畫）
- 協力製作人：木下真梨子
- 制作協力：工業映畫
- 製作著作：東京電視台

## 播出日程
- 第1話為2小時特別篇（20:00 - 22:00）。

| 集數   | 播出日期 | 副標題 | 標題 | 編劇       | 導演     |
| ------ | -------- | ------ | ---- | ---------- | -------- |
| 第1話  | 8月18日  |        |      | 寺田敏雄   | 權野元   |
| 第2話  | 8月25日  |        |      | 鹿目けい子 | 權野元   |
| 第3話  | 9月01日  |        |      | 武井彩     | 鈴木浩介 |
| 第4話  | 9月08日  |        |      | 武井彩     | 権野元   |
| 第5話  | 9月15日  |        |      | 武井彩     | 柿原利幸 |
| 第6話  | 9月22日  |        |      | 鹿目けい子 | 本橋圭太 |
| 最終話 | 9月29日  |        |      | 鹿目けい子 | 本橋圭太 |

## 外部連結
- 官方网站